# NGC 2613
NGC 2613 è una vasta galassia a spirale situata nella costellazione della Bussola.
Per individuarla converrebbe partire dalla stella ρ Puppis e cercare circa 4,5 gradi a ENE di questa; la galassia si evidenzierà subito con un telescopio di 120mm di apertura, come una traccia chiara molto allungata quasi in senso est-ovest, debolmente più luminosa al centro. La sua struttura non differisce molto da quella della nostra Via Lattea (dalla quale dista quasi 50 milioni di anni-luce). Con strumenti di potenza maggiore si possono individuare i suoi bracci di spirale, ben avvolti attorno al suo nucleo, di aspetto quasi stellare e con un bulge decisamente poco pronunciato.